# 陳美茵
陳美茵（英語：Audrey Chan，1989年4月24日—），香港新聞從業員，前無綫互動新聞台新聞主播。

## 經歷
陳美茵中學時就讀大埔迦密柏雨中學，大學畢業於香港樹仁大學新聞及傳播學系，於2011年6月在無綫新聞擔任實習記者，及後留任兼任港聞記者，至2012年7月轉任互動新聞台新聞主播。
陳美茵除了報道新聞外，亦負責即時天氣、時事通識、週五搜記、週末闖蕩及週末主播室等環節。
2014年尾陳美茵宣布離職無線互動新聞台高級主播，2015年轉職now 新聞，任職世界新聞旁述記者兼主播，為六點新聞報道常規主播，2016年更正式為收費電視now 新聞台主播。2020年10月開始和曾美華主持《9點半蘋果新聞報道》。

## 軼事
由於家族遺傳，陳美茵曾經有深度近視，左眼達800度，右眼達1000度，出鏡須戴隱形眼鏡。。直至2023年，她接受SMILE矯視手術。

## 外部連結
- 陳美茵的新浪微博
- 陳美茵的Instagram帳戶